# A12 (motorväg, Tyskland)
A12 är en motorväg i östra Tyskland som förbinder huvudstaden Berlin med Frankfurt an der Oder och Polen. Motorvägen utgör den tyska delen i den viktiga motorvägen mellan Berlin och Warszawa. Vägen är en del av E30. Vägen är 58 km lång och går enbart i förbundslandet Brandenburg.
Vägen mellan Berlin och Frankfurt an der Oder öppnades 1937. Vägen till den polska gränsen öppnades 1957, men då som var det bara en fil. Den breddades till två filer i varder riktning 1992.
Mest trafik är det vid Fürstenwalde med 33.500 stycken fordon per dag. Var av 9.300 är lastbilar.
Man planerar att bygga ut sträckan mellan trafikplats Spreeau och trafikplats Frankfurt (Oder)-West till 6 filigt. Vägen ansluter till den polska motorvägen A2 som går till Warszawa.

## Trafikplatser
|  | Nr | Skyltning                 |
|  | 1  | Spreeau E 30 E 55         |
|  | 2  | Friedersdorf              |
|  | 3  | Storkow                   |
|  |    |                           |
|  |    |                           |
|  | 4  | Fürstenwalde-West         |
|  | 5  | Fürstenwalde-Ost          |
|  |    | Dehmseebrücke (120/134 m) |
|  | 6  | Briesen (Mark)            |
|  | 7  | Müllrose                  |
|  |    | Biegener Hellen           |
|  | 8  | Frankfurt (Oder)-West     |
|  | 9  | Frankfurt (Oder)-Mitte    |
|  | 10 | Gränsövergång Frankfurt   |
|  |    | Oderbrücke (556 m)        |